# Agesilao Flora
Agesilao Flora (Latiano, 29 luglio 1863 – Lecce, 11 dicembre 1952) è stato un pittore italiano.

## Biografia
Flora nacque a Latiano, nel luglio del 1863, da una famiglia di artisti. Il padre Vito Nicola, era anch'egli pittore, ed era parente di Abramo Flora, noto statuario in cera, le cui opere si conservano presso il Museo di Capodimonte.
Si dedicò principalmente alle decorazioni, ai paesaggi e anche alla cartapesta.
Flora all'età di diciassette, si trasferì a Roma, sotto la guida di Gerolamo Savorelli presso lo studio di Gaetano Kock, dove nel 1887 eseguì la sua prima decorazione, al teatro Argentina, con il suo maestro Domenico Bruschi e Cesare Maccari, autore delle decorazioni del Senato. Passò in seguito allo studio di Giuseppe Sacconi, autore del Vittoriano.
Tra le sue opere principali vi è un affresco su Giovanna d'Arco nella cattedrale di Gallipoli. Ha fondato uno studio d'arte, un laboratorio di cartapesta e una scuola d'arte applicata all'industria.
A partire dal 1891 eseguì, con linguaggi fra il classicismo e il liberty, le decorazioni di case private e di istituzioni pubbliche, nonché di varie chiese nel Salento. Operò nella natia Latiano, a Casarano, Gallipoli, Aradeo, Parabita, Galatina, Lecce, Squinzano, Grottaglie, Taranto, Mesagne e Brindisi.
Proprio a Brindisi decorò l'antica Stazione marittima peninsulare, la chiesa di San Paolo e il palazzo Montenegro e l'abitazione del Prefetto.
Nel primo decennio del Novecento fu istitutore della Scuola d'Arte a Gallipoli. Agesilao Flora fu tra i fondatori del partito Socialista Italiano in Puglia.
È stato ricordato in una mostra a Latiano, a Palazzo Imperiali, nei primi mesi del 2008.